# Web mobile
 (février 2011).
Le Web Mobile ou Webmobile est une technique qui permet d'accéder à Internet depuis un téléphone mobile, on parle alors de l'Internet Mobile et des smartphones. Le web mobile se matérialise notamment par l'utilisation de navigateurs sur téléphones mobiles ou d'applications pour Smartphones mais aussi par des widgets, la consultation de mails de façon instantanée... C'est l'évolution des équipements, des usages et des forfaits de téléphone mobile qui ont permis le démarrage du web mobile.

## Naissance du web mobile
Le Web mobile est né avec le protocole WAP (Wireless Application Protocol), langage de description dérivé du HTML, qui permettait d'adapter les formats d'Internet aux contraintes des téléphones portables. C’est en octobre 1999, grâce au premier téléphone Nokia 7110, que le grand public découvre cette nouvelle technologie. Dès les années 2000, les premiers navigateurs mobiles comme Blazer sur Palm et Pocket Internet Explorer sur PocketPC font leur apparition, vient ensuite la technologie Bluetooth qui permet de se connecter avec son Palm ou Pocket PC avec un débit de 5 kb/s mais un surcoût important sur son forfait mobile.
En 2003, Nokia annonce la troisième génération de téléphone mobile appelée 3G avec son modèle « 6100 » qui permet l’accès à Internet en haut débit et l’année 2005 voit se généraliser la technologie du Wi-Fi (Wireless Fidelity). Le développement des Smartphones, en 2010, avec forfait « Internet illimité » a permis l’essor du web mobile, ils fonctionnent en combinant plusieurs technologies comme le Wi-Fi, le EDGE (Enhanced Data Rates for GSM Evolution), l'UMTS (3G) et le LTE. En une décennie le web mobile et les technologies qui lui sont associées ont considérablement évolués, aujourd’hui les sites mobiles sont en plein développement sur Internet et un nombre toujours plus important d’applications pour Smartphone voit le jour sur App Store et Google Play.

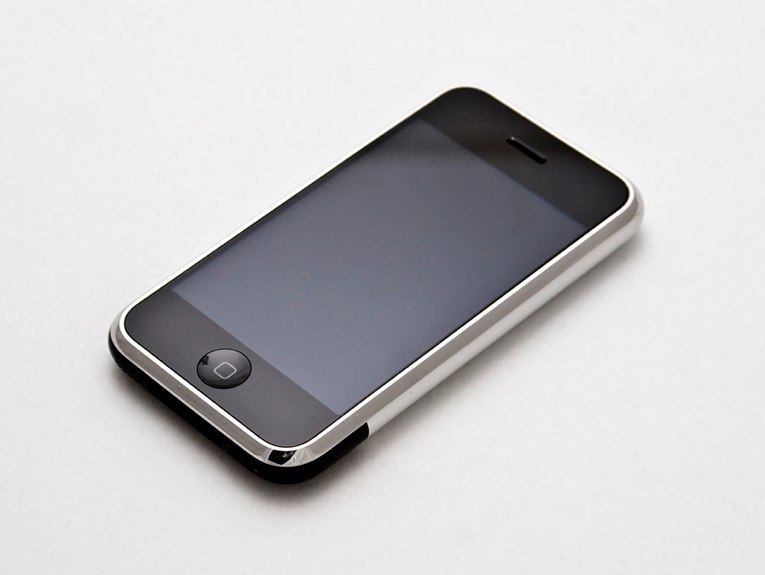
La démocratisation de l'internet mobile a commencé avec l'iPhone première génération d'Apple sorti en 2007, avec son large écran tactile compatible en 3G.

## Usages et pratiques du Web mobile

### Technologies de l’Information et de la Communication
Il est important de s’intéresser aux Technologies de l’Information et de la Communication à travers les notions d’équipements et d’usages afin de mieux comprendre les enjeux liés au web mobile. L’équipement en téléphonie mobile se stabilise et les smartphones connaissent une progression significative. Selon l’étude de l’AFOM (Association Française des Opérateurs Mobiles) et de TNS Sofres du 19 octobre 2010, 82 % des Français sont équipés d’un téléphone mobile contre 79 % en 2009 et la part de la population active équipée d’un mobile professionnel reste stable à 21 %. Les smartphones poursuivent leur percée avec 16 % de la population française équipée qui en possède un soit une hausse de 6 points par rapport à 2009. Souvent passionnés de nouvelles technologies, ce sont les 12-24 ans et les 25-39 ans à 21 % qui sont davantage équipés que les plus de 40 ans représentant seulement 9 % des individus équipés.
La possession d’un téléphone mobile ou d’un smartphone sont les prérequis nécessaires au développement de différents usages liés au web mobile. Pour 99 % des français le téléphone mobile sert avant tout à téléphoner, 77 % l'utilisent pour envoyer des SMS, 62 % pour prendre des photos, 31 % pour réaliser des vidéos, 30 % pour écouter de la musique et 23 % pour jouer ou surfer sur Internet et phénomène surprenant 41 % de la population l’utilise comme lampe de poche. La pratique d’Internet devient quotidienne avec 48 % des individus qui s’y connectent de façon journalière dont 71 % qui s’y connectent depuis leur domicile.
En 2010, l’Internet mobile décolle enfin selon l’étude du CRÉDOC intitulée « Diffusion des TIC dans la société française ». En effet, la proportion de la population qui utilise son téléphone mobile pour consulter Internet a doublé en un an représentant 13 % soit environ 5 millions de personnes. Entre 2008 et 2009, ce pourcentage est passé de 12 % à 19 % chez les adolescents et de 12 % à 27 % chez les 18-24 ans. L’utilisation des réseaux mobiles devient importante avec 29 % des français qui se servent de leur mobile pour accéder à Internet et ce score atteint 86 % chez les individus équipés d’un smartphone dont 48 % des personnes chez les 12 à 24 ans et 31 % chez les 25 à 39 ans.
Cette tendance s'est confirmée depuis avec un développement toujours plus important de l'Internet mobile. Ainsi, en 2017, ce marché devrait représenter en France 42 milliards d'euros contre 16 milliards aujourd'hui. Si l'on additionne par ailleurs l'Allemagne, le Royaume-Uni l'Italie et l'Espagne à la France, le marché passe de 92 milliards d'euros en 2013 à 226 milliards d'euros en 2017.

### Internet mobile
Le développement des différents terminaux mobiles d’accès à l’Internet comme les smartphones, plus récemment les tablettes tactiles, les navigateurs et les forfaits spécialement dédiés à Internet ont été le facteur clé du décollage de l’Internet mobile.
Les smartphones et notamment l’arrivée sur le marché français de l’iPhone en 2008, a permis de sortir le web mobile de la sphère geek pour le propulser sur le marché destiné au grand public. Au 1er juillet 2010, plus 3,5 millions d’iPhone ont été vendus en France. Les tablettes numériques prolifèrent en 2010, l’iPad a ouvert la voie avec 4 millions d’exemplaires vendus en France en 2010 suivi par la Galaxy Tab de Samsung, Folio 100 et Libretto de Toshiba et de l’Archos 101 IT. Google et Hewlett-Packard ont aussi commercialiser des tablettes tactiles.
Pour les navigateurs, le choix va aussi grandissant et la lutte est sans merci entre Safari Mobile sur iPhone et ses concurrents tels qu’Internet Explorer Mobile, Opera Mobile, Skyfire, Netfront d’Access, et le futur challenger Fennec (version mobile de Firefox), Chrome sur les terminaux Android, le navigateur du futur Palm Pre... soit près d’une dizaine de navigateurs mobiles qui cherchent à se faire une place sur le marché du web mobile.
L’amélioration de la technologie et la concurrence entre les trois grands opérateurs français ont permis l’apparition des forfaits illimités d’abord pour les SMS puis les MMS, les appels et enfin Internet. En 2008, grâce à une exclusivité d’Apple, seul l’opérateur Orange proposait l’iPhone avec un forfait « Internet illimité » d’environ 49€ par mois pour 2h de communication sur 24 mois. Aujourd’hui les prix pour les forfaits iPhone ou smartphone de 2h de communication sur 24 mois sont de 39€ chez Orange, de 41,90€ chez SFR et de 38,90€ chez Bouygues Telecom, une baisse moyenne de 10 euros entre 2008 et 2010 soit 240 euros d’économies sur les 24 mois d’engagement.
Depuis la généralisation des smartphones, l’accès mobile à certains sites et services consultés habituellement à partir d’un ordinateur portable se développe de façon considérable sur téléphone mobile à travers les sites mobiles dédiés et les applications.

### Web mobile
Au-delà des sites web mobiles, simples versions adaptées de sites web existants, il existe des services exclusivement dédiés à une fonction spécifique du mobile. Ces services n’existeraient pas sans le web mobile et ils en sont une émanation directe. Ce sont par exemple le cas des applications, des widgets  et du webmail.
Les applications sont à mi-chemin entre logiciels et sites mobiles dédiés, elles permettent d’accéder à une fonction déterminée et fonctionnent de façon autonome sur le terminal, mais faisant régulièrement appel à des actualisations via le réseau 3G. C’est Apple avec l’iPhone et son AppStore qui a été le premier à proposer des applications sur mobile, suivi par Google avec sa plateforme Android et enfin Windows avec son Windows MarketPlace. D’après l’étude réalisée par Nielsen, les types d’applications les plus téléchargées sur smartphones sont les jeux, les news et la météo, la navigation avec l’application Google Maps  et les réseaux sociaux avec Facebook.
La plupart des terminaux modernes embarquent d’origine des widgets, qui se rapprochent de certaines applications comme par exemple le widget Météo ou Bourse. À la différence des applications « propriétaires », conçues par ou pour le fabricant et ne fonctionnant que sur un seul type de smartphone, les widgets peuvent être universels et s’installer sur n’importe quel mobile.
La consultation d’emails de manière instantanée, est l’un des usages les plus répandus de l’Internet mobile. C’est d’ailleurs cette fonction qui a permis à l’entreprise RIM de connaître le succès avec le Blackberry, bien avant la possibilité d’aller sur Internet. En 2010, on ne se contente plus d’accéder à ses mails en situation de mobilité mais on peut lire les pièces jointes, les annoter et on y répondre.
Une évolution de l’équipement et des usages ainsi qu’une évolution technique des terminaux et des navigateurs et enfin une évolution des forfaits proposés par les opérateurs, ont permis le démarrage de l’Internet Mobile. Le Web Mobile ne consiste plus uniquement en un seul Internet mais en un ensemble de services et d’usages dans lequel chaque individu pioche en fonction de ses besoins et des possibilités techniques dont il dispose.

## Web mobile et Webmasters

### Application versus site mobile
Les deux usages principaux du web mobile sont l’utilisation des sites mobiles dédiés, le plus souvent, simple adaptation du site Internet préexistant et les applications qui rencontrent un franc succès auprès des possesseurs de smartphone. Les marques et les entreprises, se ruent sur les applications, dans lesquelles ils perçoivent un nouvel eldorado.
Le webmaster doit donc s’interroger sur le type de technologie qu’il va mettre en œuvre en évaluant la pertinence d’une application par rapport à un site mobile ou inversement.
Les principaux avantages d’une application sont un format adapté au mobile, une plus grande facilité d’utilisation pour le grand public, un mode d’accès sans URL grâce à des icônes, un fonctionnement en mode déconnecté, des fonctions plus avancées et enfin la possibilité de monétiser une application. Du point de vue de l’usage, une application se distingue par trois aspects : tout d’abord, un référencement dans un « Application Store », puis une bonne ergonomie et enfin une icône rendant l’application facilement accessible.
Cependant deux problèmes se posent, le temps de développement, d’environ 2 mois pour une application standard et le versionning. Il faut aussi noter que les applications sont souvent de type « propriétaire » et sont seulement disponibles dans un seul « Application Store » et, de ce fait, elle possède une visibilité relative. En effet, une application peut être complètement noyée dans le flot d’applications, on compte environ 100 000 applications disponibles sur l'AppStore, Android Market en compte plus de 30 000 et il existe environ 550 applications sur Windows MarketPlace.
Les principaux atouts du site mobile sont, quant à lui, un seul développement et un déploiement immédiat pour toutes les plateformes, une indépendance financière vis-vis des « Application Store », une pérennité des données, une transparence des mises à jour et une promotion du web. L’usage du site mobile se distingue par un accès via une url type mobile.---.com ou ---.mobi, voire spécifique à l’iPhone : iphone.----.com et par un référencement dans les moteurs de recherche classiques tels que Google et Bing. 
Cependant le référencement ainsi que la possibilité de rediriger l’utilisateur vers le site web standard et inversement restent des points très importants pour les sites mobiles.
En conclusion, la question pour une organisation et son webmaster, n’est plus « dois-je être présent sur l’Internet mobile ? » mais « comment dois-je y être présent ? ». Un site mobile est plus rapide et moins couteux à mettre en place et une application est plus complexe dans sa mise en œuvre et sa maintenance. Il n’existe pas de solution toute faite, mais plutôt, un ensemble de critères à prendre en considération en fonction du contexte, des cibles, des besoins et des objectifs.

### Évolution du métier de Webmaster
Un nouveau support, des nouveaux usages et une nouvelle patte au webmaster. Ainsi le mouton à 5 pattes cumule les compétences de plusieurs métiers dans un seul corps. Au début d’Internet, il était possible de s’occuper de tous les aspects de la création d’un site web comme la rédaction, le design, le développement et l’intégration, les mises à jour… Aujourd’hui, il est devenu difficile de se maintenir à jour dans tous les domaines et on assiste plutôt à une spécialisation des domaines de compétences.
Le ROME de l’ANPE distingue quatre profils pour le métier de webmaster : le « webmaster éditorial » qui a plutôt des compétences rédactionnelles ou le « webmaster développeur » avec des compétences liées au développement informatique ou bien le « webmaster infographiste » orienté webdesign ou encore le « webmaster administrateur » avec un profil généraliste qui se rapproche du métier de chef de projet. Certains métiers se sont donc adaptés avec l’apparition du web et son développement alors que d’autres lui sont natifs, c’est par exemple le cas du métier de « community manager », qui est responsable de la marque sur le web et sur les réseaux sociaux. A l’heure du web 2.0 de nouveaux métiers liés au web mobile se créent dans les domaines de l’ergonomie, du graphisme et du développement comme le métier spécialisé de « développeur d’applications natives ». La profession de webmaster, webmestre ou animateur de site web selon ses différentes nominations est en perpétuelle évolution tout comme le web. On constate qu’il n’existe pas véritablement de référentiel métier mais plutôt un ensemble de spécialités et de compétences en fonction des besoins de poste définis par une entreprise.

### Bonnes pratiques du Web mobile
Mobile Web Best Practices 1.0 est un standard du web développé par le W3C qui facilite la création et la diffusion de contenu lisible sur Internet. Ces recommandations permettent aux webmasters d’élargir leur public, créer des sites mobiles et des applications efficaces et ainsi faciliter la navigation sur le Web à partir des terminaux mobiles.
Les conseils du W3C se résument en dix points : créer pour un seul web, respecter les standards web, éviter les risques connus, connaître les limitations des terminaux, optimiser la navigation, vérifier les graphiques et les couleurs, penser "petit", utiliser le réseau avec parcimonie, aider et guider les utilisateurs et enfin penser aux utilisateurs en déplacement.
Tout d’abord, créer pour un seul web c’est produire du contenu qui fonctionne sur un maximum de terminaux pour permettre de réduire les coûts, d'améliorer la flexibilité et de répondre aux besoins du plus grand nombre. Pour cela, il faut effectuer des tests sur les terminaux réels et sur les émulateurs. De plus, le respect des standards web sur un marché extrêmement fragmenté comme celui des terminaux et des navigateurs, est la meilleure garantie d'interopérabilité. Il faut aussi éviter les risques connus comme les pop up, les cadres et les tableaux imbriqués, car une bonne conception peut permettre de limiter les problèmes liés à la petite taille des claviers et des écrans et aux caractéristiques des mobiles.
Toujours penser "petit" : connaître les limitations des terminaux et optimiser la navigation et une bande passante limitée. Il faut que la navigation et la saisie restent faciles. Vérifier les images, les couleurs et les styles car certains terminaux disposent d'écrans à faible contraste ou ne prennent pas en charge tous les formats.
Enfin, aider et guider les utilisateurs grâce à une conception efficace permettant de minimiser l'utilisation du clavier et penser aux utilisateurs en déplacement qui ont besoin d'informations succinctes par manque de temps et de disponibilité.
Le W3C donne un certain nombre de recommandations qui sont bien sûr à adapter en fonction des projets. Il est donc indispensable de tester le site grâce à un émulateur de téléphone mobile et au validateur XHTML Mobile Profile du W3C (validator.w3.org/mobile/) afin de se faire une idée de l'aspect réel depuis un téléphone mobile.

## Conclusion
L’avenir du web et du webmestre est-il dans le Web mobile ? On ne peut prédire le futur mais certains constats nous laissent entrevoir ce que sera le Web mobile de demain.
Tout d’abord, Internet mobile va s’installer en complément d’Internet fixe, cette convergence sera de plus en plus marquée entre les pratiques sur les terminaux mobiles et sur l’ordinateur portable. La possibilité technique existe déjà avec le système d’exploitation Android qui permet la synchronisation des données sans connexion physique avec l’ordinateur de bureau ainsi tout se passe au cœur des services Google via le réseau sans fil. Mais la question des usages se pose, vont-ils évoluer en ce sens, pas si sûr car l’inconvénient majeur reste le fait de devoir stocker toutes ses données personnelles en ligne.
Ensuite, la multiplication des applications du Web mobile a accru l’intérêt porté au Web comme plate-forme de développement pour les terminaux mobiles en effet, c’est une véritable aubaine pour les concepteurs d’application en termes d’interopérabilité puisqu’il est possible d’écrire du code une seule fois et de pouvoir l’appliquer dans les différents environnements.
Enfin, l’amélioration technique des navigateurs et terminaux comme les mobiles 4G permettront certainement l’installation de plugins comme Flash ou Silverlight qui donneront accès à une expérience « rich media » en situation de mobilité.
Le web mobile est-il l’avenir du web ? Certainement, car plus qu’un web d’appoint et de simple consultation, il va permettre de réellement interagir et de rester connecté bien plus facilement qu’avec un ordinateur de bureau, qui restera irremplaçable pour les tâches de fond. Le rôle du webmaster sera donc d’accompagner cette évolution grâce aux standards mis en place par le W3C permettant ainsi une amélioration de l’expérience web pour les internautes.

### Documents en ligne
- CRÉDOC, « Diffusion des technologies de l’information et de la communication dans la société française », juin 2009. Site de l’ARCEP. Disponible sur : http://www.arcep.fr/uploads/tx_gspublication/etude-credoc-2008-101208.pdf
- AFOM et de TNS Sofres,  « Observatoire sociétal du téléphone mobile », 19 octobre 2010. Site Slideshare. Disponible sur : http://fr.slideshare.net/gregfromparis/observatoire-socital-du-telephone-mobile
- W3C, « Les bonnes pratiques du web mobile », Site du W3C. Disponible sur : http://www.w3c.org/2007/Talks/11-parisweb/#%281%29

### Sites web
- Commentcamarche.net 5 raisons d'investir dans un site web mobile http://www.commentcamarche.net/faq/34880-5-raisons-d-investir-dans-un-site-web-mobile
- Agence CSV Concevoir un site mobile : Un vecteur pour vendre http://www.agence-csv.com/blog/pourquoi-concevoir-site-mobile/
- Presse Citron.net. L’internet mobile en pleine explosion selon comScore. Disponible sur : http://www.presse-citron.net/linternet-mobile-en-pleine-explosion-selon-comscore
- Presse Citron.net. Internet mobile, état des lieux : le futur du web est-il mobile ? Disponible sur : http://www.presse-citron.net/internet-mobile-etat-des-lieux-le-futur-du-web-est-il-mobile
- Presse Citron.net. Internet mobile : 10 raisons de proposer une version web mobile de son site plutôt qu’une application. Disponible sur : http://www.presse-citron.net/internet-mobile-10-raisons-de-proposer-une-version-web-mobile-de-son-site-plutot-qu%E2%80%99une-application
- Presse Citron.net. Internet mobile : Internet mobile : 10 raisons de proposer une application plutôt qu’une version web mobile de son site. Disponible sur : http://www.presse-citron.net/internet-mobile-10-raisons-de-proposer-une-application-plutot-quune-version-web-mobile-de-son-site
- Créer un thème mobile pour Wordpress: développement et bonne pratique du web mobile sur http://thibaut-baillet.com/livre/